# Pazifischer Nordwesten

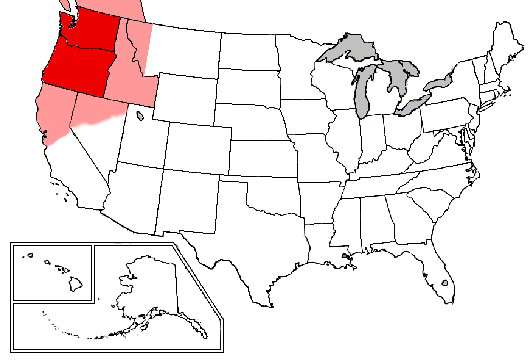
Lage innerhalb der Vereinigten Staaten

Als Pazifischer Nordwesten (PNW bzw. PacNW) wird eine Großregion im Nordwesten Nordamerikas bezeichnet. Eine exakte Definition gibt es nicht. In der engsten Auslegung bezeichnet Pazifischer Nordwesten die US-Bundesstaaten Oregon und Washington, häufig ergänzt durch Idaho. In einer weiter gefassten Definition entspricht die Region in etwa dem historischen Oregon Country, umfasst also auch Teile Kaliforniens, Montanas, Wyomings sowie der kanadischen Provinz British Columbia.
Die Region unterscheidet sich geschichtlich, kulturell und biologisch von anderen Regionen in Nordamerika.

## Geschichte

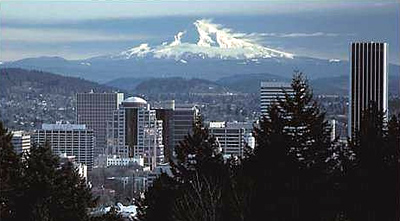
Portland mit Mount Hood im Hintergrund

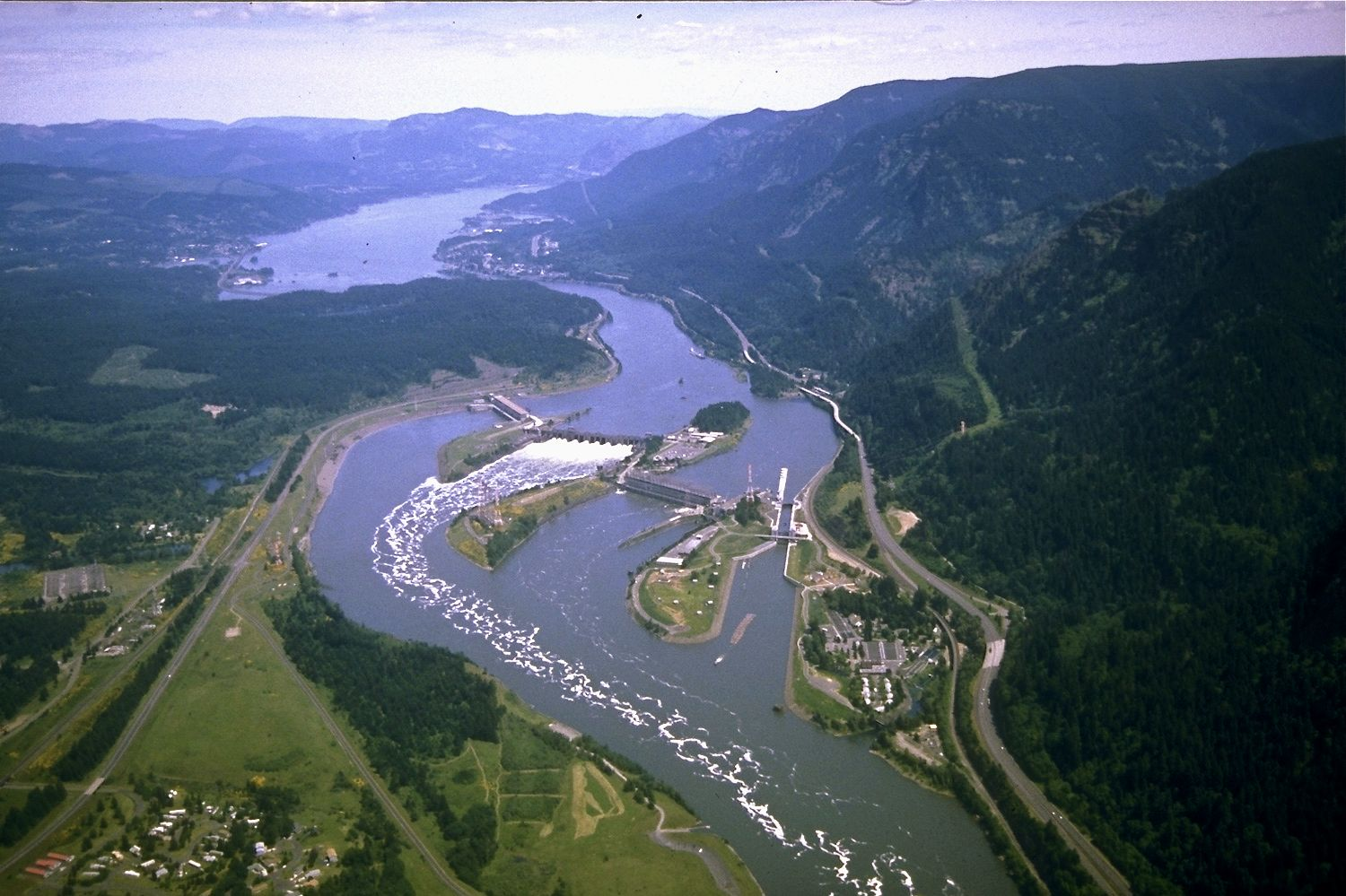
Der Columbia (hier am Bonneville-Staudamm) ist der größte Fluss im Pazifischen Nordwesten

Die indianischen Kulturen des Pazifischen Nordwestens werden in der Forschung unter dem Kulturareal der Nordwestküstenkultur zusammengefasst.
Während der Besiedlung durch Europäer erhoben unter anderem Russland, Spanien und Großbritannien Gebietsansprüche auf den Pazifischen Nordwesten. Die Vereinigten Staaten begründeten ihren Anspruch auf die Erforschung durch die Lewis-und-Clark-Expedition und die Erkundungsfahrten von Robert Gray. Von den 1810er Jahren bis zu den 1840er Jahren waren die heutigen Bundesstaaten Washington, Oregon, Idaho und West-Montana sowie der Großteil von British Columbia Teil des Oregon Country. Letztgenanntes wurde nach dem Vertrag von 1818 gemeinsam von den Vereinigten Staaten und Großbritannien verwaltet. Der regionale Direktor der Hudson’s Bay Company, John McLoughlin, war de facto die politische Kraft zu dieser Zeit.
Diese Verhältnisse änderten sich, als die Besiedlung durch US-Bürger anwuchs und Präsident James K. Polk mit dem Slogan Fifty-Four Forty or Fight (54°40' oder Krieg) in den Präsidentschaftswahlkampf zog. Als sich ein Krieg mit Großbritannien anbahnte, vereinbarten die Vereinigten Staaten und Großbritannien 1846 den Oregon-Vertrag, in dem Oregon Country durch den 49. Breitengrad geteilt wurde. Damit waren fast alle Gebietsdispute bereinigt. Der britische Teil von British Columbia wurde 1871 in Kanada integriert, der US-Teil wurde zum Oregon-Territorium.
Eines der bisher schwersten Schiffsunglücke im pazifischen Nordwesten ereignete sich am 22. Januar 1906, als der amerikanische Passagierdampfer Valencia bei stürmischer See die Einfahrt in die Juan-de-Fuca-Straße verfehlte, ein Riff rammte und sank. 136 Passagiere und Besatzungsmitglieder kamen ums Leben.

## Geografie

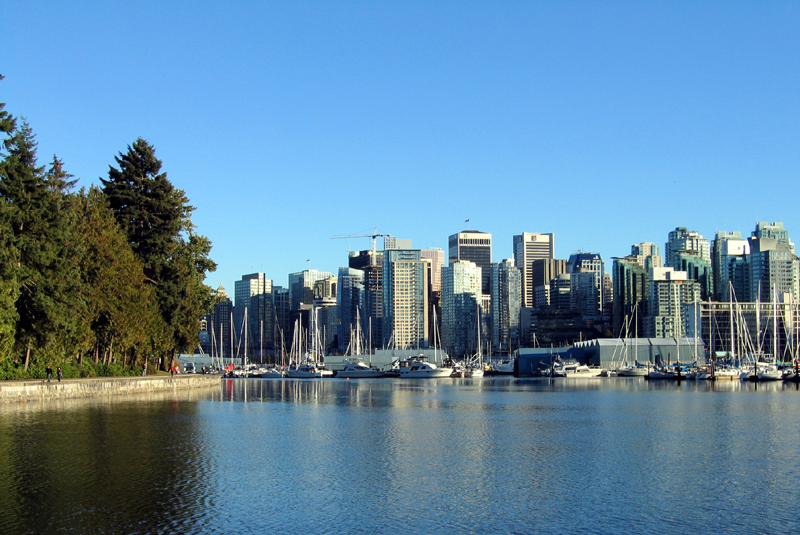
Vancouver in Kanada

Im Pazifischen Nordwesten gibt es mehrere Gebirgszüge wie die Coast Mountains, die Oregon Coast Range, die Kaskadenkette und die Rocky Mountains. Aufgrund des starken Niederschlages und der niedrigen Bevölkerungsdichte ist das Gebiet eines der am stärksten bewaldeten der USA. Ein großer Anteil an Elektrizität wird aus Wasserkraftwerken gewonnen, zum Beispiel entlang des Columbia River.
Die größten Städte sind Seattle (Vereinigte Staaten), Vancouver (Kanada) und Portland (Vereinigte Staaten), die alle wegen ihrer Seehäfen gegründet wurden, um die Holz-, Bergbau- und Landwirtschaft zu bedienen. Die Städte entwickelten sich zu technischen und industriellen Zentren wie dem Silicon Forest.
Die höchsten Berge sind Mount Rainier, Mount Adams und Mount Hood. Der größte Fluss ist mit einer Länge von 1953 Kilometern der Columbia River.
Die Juan-de-Fuca-Straße ist bis heute Gegenstand streitiger Gebietsansprüche.
Südlich der Region, am Pazifischen Ozean, verläuft die Kalifornische Küste.